# We’ll Be Together (singel Sandry)
We’ll Be Together – utwór muzyczny niemieckiej piosenkarki Sandry wydany w 1988 roku na płycie Into a Secret Land.

## Tło
Piosenkę napisali Hubert Kemmler, Markus Löhr, Klaus Hirschburger oraz Sandra, a wyprodukował Michael Cretu. Był to trzeci singel z albumu Into a Secret Land, wydany na początku 1989 roku, i spotkał się on z sukcesem na listach przebojów w Europie, zwłaszcza w Niemczech, gdzie dotarł do 9. miejsca. Na ogólnoeuropejskiej liście sprzedaży piosenka zajęła 39. miejsce. Na stronie B singla umieszczona została instrumentalna wersja, „It Means Forever”. W 1999 roku remiks „We’ll Be Together” ukazał się na płycie My Favourites, a w 2006 utwór zremiksowano ponownie na album Reflections.

## Lista utworów
- 7” single

A. „We’ll Be Together” (Single Version) – 3:49
B. „It Means Forever” (Instrumental) – 3:43
- 12” / CD maxi single

A. „We’ll Be Together” (Extended Version) – 6:45
B1. „It Means Forever” (Dub Version) – 3:43
B2. „We’ll Be Together” (Single Version) – 3:49

## Notowania
| Lista (1989)                     | Najwyższa pozycja |
| -------------------------------- | ----------------- |
| Austria (Ö3 Austria Top 40)      | 16                |
| Francja (SNEP)                   | 13                |
| Niemcy (Media Control)           | 9                 |
| Szwajcaria (Schweizer Hitparade) | 22                |